# لاي تشانغ
زانغ يي شينغ (بالصينية المبسطة: 张艺兴؛ بالصينية التقليدية: 張藝興) (ولد في 7 أكتوبر 1991) ويعرف باسمه الفني لاي وأحيانًا يعرف باسم لاي زانغ؛ هو مغني وممثل وراقص ومنتج وكاتب أغاني وعارض صيني بدأ مسيرته الفنية عام 2012. وهو عضو بالفرقة الكورية الجنوبية والصينية إكسو، والفرقة الفرعية إكسو إم.

## النشأة

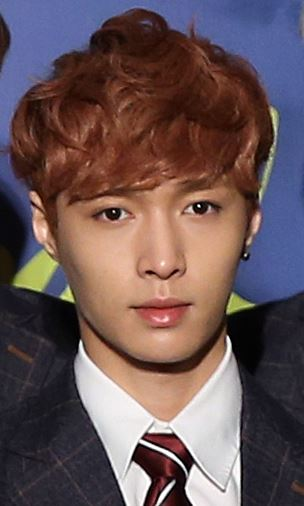
لاي في حفل K-Pop World Festival عام 2013

ولد ييشينغ في 7 أكتوبر عام 1991 في تشانغشا، هونان، الصين. كان أول دور له في التمثيل عندما كان في السادسة من عمره، حيث أدى شخصية هوان هوان في الدراما التلفزيونية الصينية نحن الشعب (We The People) عام 1998.

## مسيرتة الفنية
بدأ يى شينغ مسيرتة الفنية مع فرقة إكسو عام 2012 تحت اسم لاي بِدءً من أول ألبوم للفرقة (MAMA) الذي صدرعام 2012، واستمر حتى ألبوم الفرقة الشتوي (For Life) في ديسمبر 2016، توقفت نشاطاته مع الفرقة عام 2017 لكنه ما زال عضوا بها.
أصدر لاي أول ألبوم منفرد له في 28 أكتوبر 2016 تحت مسمى Lose Control، تبعه بثاني ألبوم له والذي قام بإصداره في 7 أكتوبر 2017 تحت مسمى Sheep. في سبتمبر 2015، أطلق سيرة ذاتية بعنوان " واقف بثبات في سن ال24"، والذي كسر العديد من سجلات الكتب على الإنترنت.[بحاجة لمصدر]
في 19 أكتوبر 2018، ترسم لاي كمنفرد في الولايات المتحدة مع ألبومه “NAMANANA” والذي حقق إنجازات لا يمكن تصديقها. فمنذ أن فُتح باب الطلبات المسبقة للألبوم سجل رقمًا قياسيًا لا يستطيع أحدٌ تحقيقه، حيث وصلت الطلبات إلى 567,911 في مخطط QQ الصيني فقط في أقل من 12 ساعة، محطمًا 9 أرقام قياسية ابتداءً من شهادة الرقم القياسي الذهبية وحتى الشهادة الألماسية هول.[بحاجة لمصدر]

## أعماله
| السنة | الفيلم                        | الدور                        | ملاحظات                                                                         |
| ----- | ----------------------------- | ---------------------------- | ------------------------------------------------------------------------------- |
| 2015  | Ex-Files 2                    |                              |                                                                                 |
| 2015  | Oh My God                     | مَثل دور الرئيسي بإسم (لي يي) | مع المُمَثِلَين زياو وي يو وتشيني تشن والمُمَثِلات لي كسيالو وكوكو جيانغ وتشانغ ياو... |
| 2016  | Royal Treasure                |                              |                                                                                 |
| 2016  | To Be a Better Man            |                              |                                                                                 |
| 2016  | The Mystic Nine               |                              |                                                                                 |
| 2016  | A Guard Over Ancient Treasure |                              |                                                                                 |
| 2017  | يوجا الكونج فو                |                              |                                                                                 |
| 2017  | Operation Love                |                              |                                                                                 |
| 2018  | Unexpected Love               |                              |                                                                                 |

## روابط خارجية
- لاي تشانغ على موقع IMDb (الإنجليزية)
- لاي تشانغ على موقع ألو سيني (الفرنسية)
- لاي تشانغ على موقع ميوزك برينز (الإنجليزية)
- لاي تشانغ على موقع أول ميوزيك (الإنجليزية)
- لاي تشانغ على موقع ديسكوغز (الإنجليزية)
- لاي تشانغ على موقع قاعدة بيانات الفيلم (الإنجليزية)